# Karl Ewald Hasse

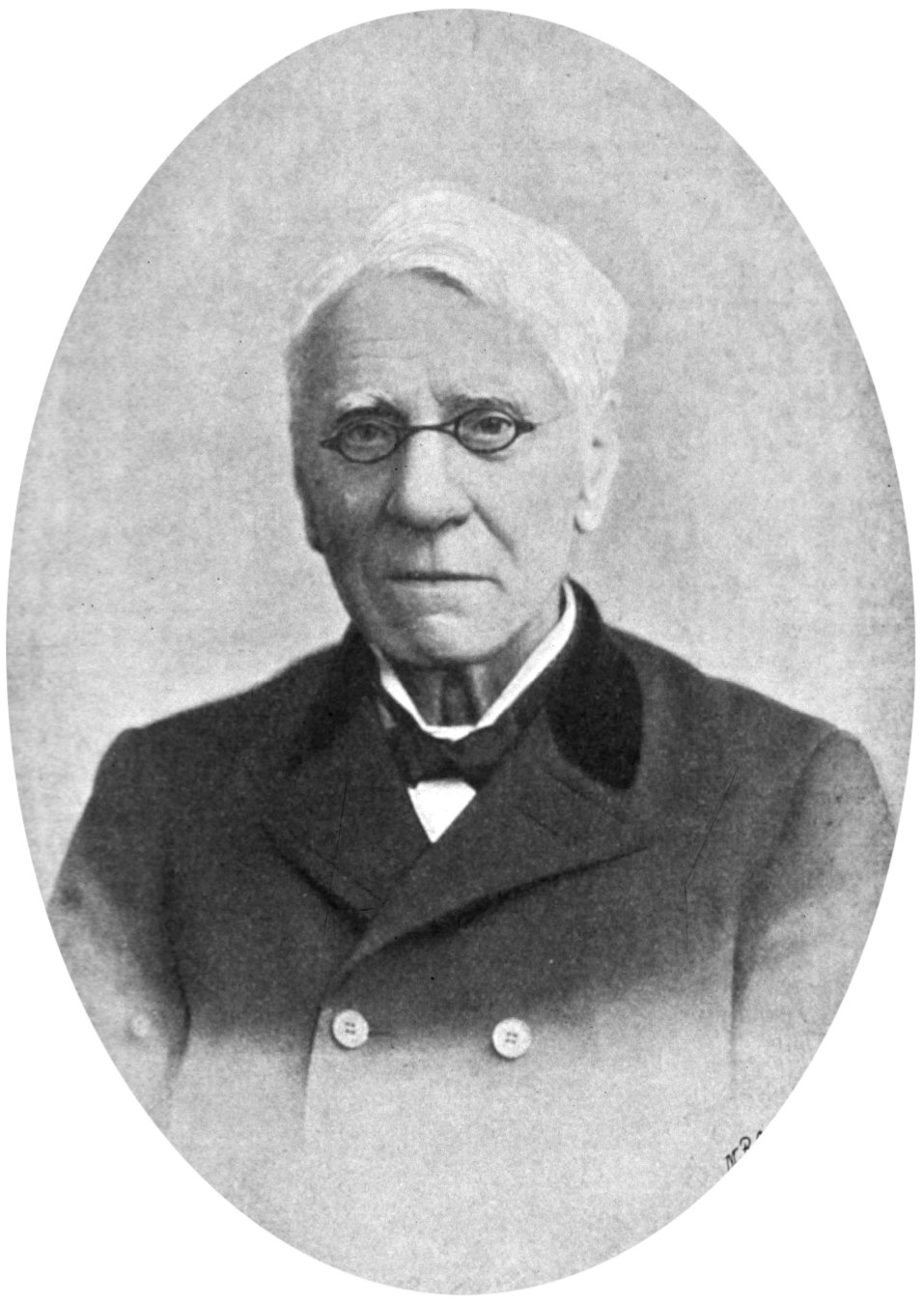
Karl Ewald Hasse, 1890er Jahre

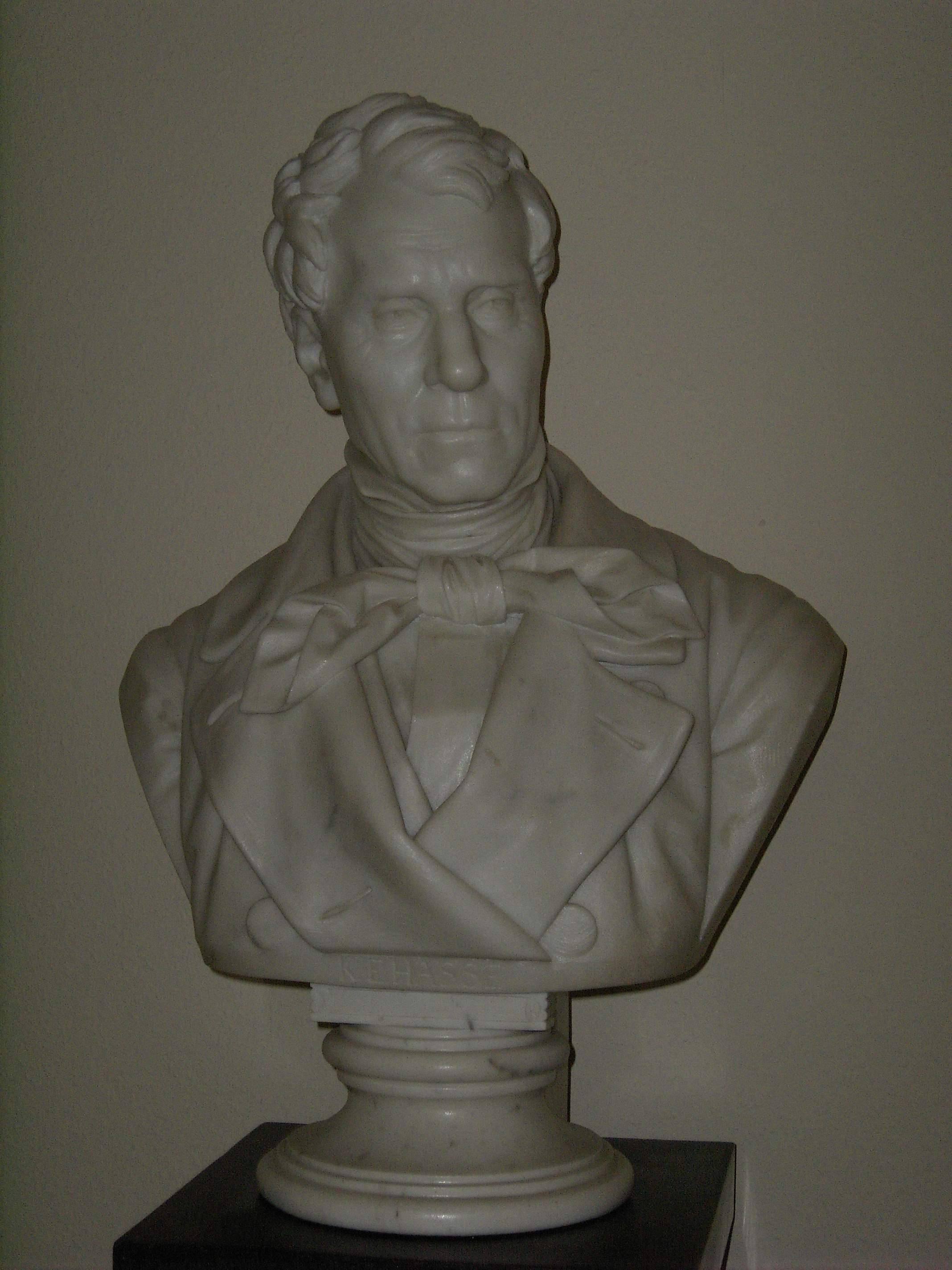
Karl Ewald Hasse, 1878 von Carl Ferdinand Hartzer geschaffene Büste

Karl Ewald Hasse (* 23. Juni 1810 in Dresden; † 26. September 1902 in Hannover) war ein deutscher Mediziner und Professor für spezielle Pathologie.

## Leben
Karl Ewald Hasse studierte Medizin an den Universitäten Dresden und Leipzig. 1833 wurde er promoviert. Er war u. a. Leibarzt des Grafen Stroganow. Nach Studienreisen nach Paris und Wien kehrte er nach Leipzig zurück. 1836 habilitierte er sich in Leipzig und wurde Prosektor. 1839 wurde er außerordentlicher Professor der pathologischen Anatomie in Leipzig. 1844 wurde er nach Zürich als medizinischer Direktor der Kantonalkrankenanstalten und Professor der medizinischen Klinik und Pathologie berufen. 1846/47 amtierte er als Rektor der Universität. 1852 erhielt er einen Ruf als ordentlicher Professor für spezielle Pathologie an die Medizinische Klinik nach Heidelberg. Hier war 1856 Wilhelm Wundt sein Assistent. Im selben Jahr ging Hasse in gleicher Stellung nach Göttingen, wo er als Direktor der Medizinischen Klinik bis 1878 tätig war; Robert Koch war dort sein Schüler auf dem Gebiet der klinischen Pathologie. Nach seiner Emeritierung zog Karl Ewald Hasse 1880 nach Hameln und später nach Hannover. Er erhielt den Titel eines Geheimen Hofrates.

## Schriften (Auswahl)
- Anatomische Beschreibung der Krankheiten der Circulations- und Respirations-Organe. Leipzig 1841, englisch 1846.
- Krankheiten des Nervensystems. Erlangen 1855; 2. Auflage 1868.
- Erinnerungen aus meinem Leben. (als Manuskript gedruckt) 1893; auch 1902 in Leipzig erschienen.